# Zoološki vrt u Bakuu
Zoološki vrt u Bakuu (azerski: Bakı Zooloji Parkı), najstariji državni zoološki vrt u Azerbajdžanu, otvoren je 1928. godine. Pod zaštitom je azerbajdžanskoga Ministarstva kulture i turizma i Gradonačelništva grada Bakua. Ukupna površina zoološkog vrta je 4,25 hektara.

## Povijest
Zoološki vrt u Bakuu je otvoren 1928. godine, a bio je nazvan po Anatoliju Lunačarskom (danas ovaj vrt nosi ime po Nezamiju Gandžaviju).
Godine 1942. osnovan je novi zoološki vrt na osnovi evakuiranog Rostovskog zoološkog vrta, čija je ceremonija otvaranja održana nakon Velikog domovinskog rata. Do 1958. godine zoološki vrt se nalazio u blizini željezničke postaje na malom trgu, koji je kasnije dobio ime po Lenjinu.
Godine 1958. zoološki vrt je premješten u predgrađe Bail, na periferiji Bakua i tamo je ostao sve do sredine 1970-ih, kada je proradilo klizište u Bailu, tijekom kojeg su nastradali lav i medvjed. Ovaj događaj natjerao je gradsku vlast na razmišljanje o novom, sigurnom mjestu za zoološki vrt, ali dok nije donesena odluka, zoološki vrt je privremeno premješten u selo Razin (sadašnji grad Bakihanov), gdje se nalazio do 1985. godine.
Međutim, tijekom tog razdoblja skupina stručnjaka zoologa, biologa i drugih odlučila je vrt izgraditi na ozemlju Narimanovog rejona u Bakuu. Izgradnja novog zoološkog vrta započeta je u blizini željezničke postaje za djecu, a prema planu za nju je predviđeno 45 hektara. Da bi se ubrzala izgradnja, odlučeno je privremeno iskoristiti samo 2,25 hektara zemljišta i kasnije proširiti ozemlje izgradnjom kružne pruge za djecu u zoološkom vrtu.
Godine 1979. šef izvršne vlasti je izdvojio nužan novčani iznos za izgradnju novog zoološkog vrta, koja je trajala 5 godina zbog financijskih teškoća. Na kraju, 1. rujna 1985. godine, počeo je s radom novi zoološki vrt u Bakuu.
U 2001. godini, po nalogu šefa izvršne vlasti Bakua, 2 hektara je dodijeljeno zoološkom vrtu, čime je ukupna površina zoološkog vrta povećana na 4,25 hektara.
Godine 2008. je šest vrsta egzotičnih životinja zrakoplovom dovezeno iz Minska u zoološki vrt u Bakuu: par nilskih krokodila, koati, činčile, srne, egipatski psi, te risovi. To je bilo u zamjenu za mladog lava, koji je poslat iz Bakua u glavni grad Bjelorusije krajem 2007. godine.
U 2010. godini započeti su građevinski radovi na predjelima koje pripadaju zoološkom vrtu, a kao ishod izgradnje nova željeznička postaja za djecu je u potpunosti obnovljena. Pitanje o preseljenju zoološkog vrta ponovno je stavljeno na dnevni red. Od 2000. godine organizacije za pomoć životinjama su se brinule o uvjetima i javnoj sigurnosti.

## Projekt novog vrta
Prema naredbi Ilhama Alijeva, azerbajdžanskog predsjednika, u selu Džejranbatan u Apšeronskom rejonu, oko 10 kilometara od Bakua, bit će izgrađen novi zoološki vrt s jedinstvenim i rijetkim biljnim i životinjskim vrstama. Iz predsjedničkog fonda je izdvojeno 2 850 000 manata za potrebe izgradnje. Na ozemlju novog zoološkog vrta, čija površina se sastoji od 230 hektara, bit će smješteni rijetki sisavci i ptice s različitih kontinenata, posebno iz Australije. U Ministarstvu za ekologiju i prirodne resurse i Nacionalnoj akademiji znanosti Azerbajdžana ustanovljena je radna skupina, koja uključuje stručnjake iz različitih istraživačkih instituta i neprofitnih organizacija.

## Simbol Zoološkog vrta u Bakuu
Ružičasti plamenac, koji se prvi put pojavio u Bakuu početkom devedesetih godina, postao je simbol zoološkog vrta. Građani su donijeli ove polumrtve i ranjene ptice u zoološki vrt. Radnici zoološkog vrta, i glavni veterinar Čingiz Sultanov, brinuli su se o njima i trenutačno ima oko 28 plamenaca.

## Životinje
Od 2010. godine broj različitih vrsta životinja se kreće oko 160, a ukupan broj životinja oko 1 200.
| - Nilski krokodil - Plamenac - Smeđi medvjed - Sob - Faraonski pas - Obični škanjac - Bjeloglavi sup - Obični ris - Srna - Crveni jelen - Lav - Tigar - Zebu - Deve - Crni lešinar |  | - Vodeni bivoli - Leopard - Kornjače - Jaguar - Jelen lopatar - Goveda - Vuk - Majmun - Činčile - Noj - Papagaji - Ribe - Koati - Emu - Kostoberina |  | - Ljame - Obični šakal - Lisica - Nilski konj - Poni |  |

## Galerija
- Jaguar
- Smeđi medvjed
- Afrički lav
- Muntjak (Muntiacus)
- Zebu
- Jelen
- Ljama
- Dvogrba deva
- Noj
- Shetlandski poni
- Rezus makaki
- Plamenac
- Crvenouha kornjača
- Bijele rode